# Tooth and Nail (album de Dokken)
Pour les articles homonymes, voir Tooth and Nail.
Albums de Dokken
Breaking the Chains
(1983) Under Lock and Key
(1985)
Tooth and Nail est le deuxième album studio du groupe Dokken, sorti en 1984.
L'album s'est vendu à plus d'un million d'exemplaires aux États-Unis et trois millions d'exemplaires dans le monde entier.

## Liste des titres
1. Without Warning - 1:35 - (Lynch)
2. Tooth and Nail - 3:40 - (Brown, Lynch, Pilson)
3. Just Got Lucky - 4:35 - (Lynch, Pilson)
4. Heartless Heart - 3:29 - (Brown, Lynch, Pilson)
5. Don't Close Your Eyes - 4:06 - (Dokken, Lynch, Pilson)
6. When Heaven Comes Down - 3:43 - (Brown, Lynch, Pilson)
7. Into the Fire - 4:30 - (Dokken, Lynch, Pilson)
8. Bullets to Spare - 3:32 - (Brown, Dokken, Lynch, Pilson)
9. Alone Again - 4:20 - (Dokken, Pilson)
10. Turn on the Action - 4:15 - (Brown, Lynch, Pilson)

## Composition du groupe
- Don Dokken - Chants
- George Lynch - Guitare
- Jeff Pilson - Basse
- Mick Brown - Batterie